# Lawrence Weiner
Lawrence Charles Weiner (New York, 10 febbraio 1942 – New York, 2 dicembre 2021) è stato un artista concettuale statunitense.

## Biografia
Insieme a Sol LeWitt, Dennis Oppenheim e Joseph Kosuth fu uno degli esponenti principali dell'arte concettuale. Dall'inizio degli anni settanta Weiner realizzò grandi installazioni a parete.
Weiner indagò il sistema attraverso il quale il visitatore percepisce e interpreta il pensiero dell’artista. Per Weiner infatti, l’enunciato è sempre molto più importante della sua realizzazione e per questo le parole, in quanto significato, più rilevanti dell’oggetto in sé e la loro interpretazione come opera d’arte è affidata all’osservatore.